# Sint-Jacobus-de-Meerderekerk (Lichtervelde)

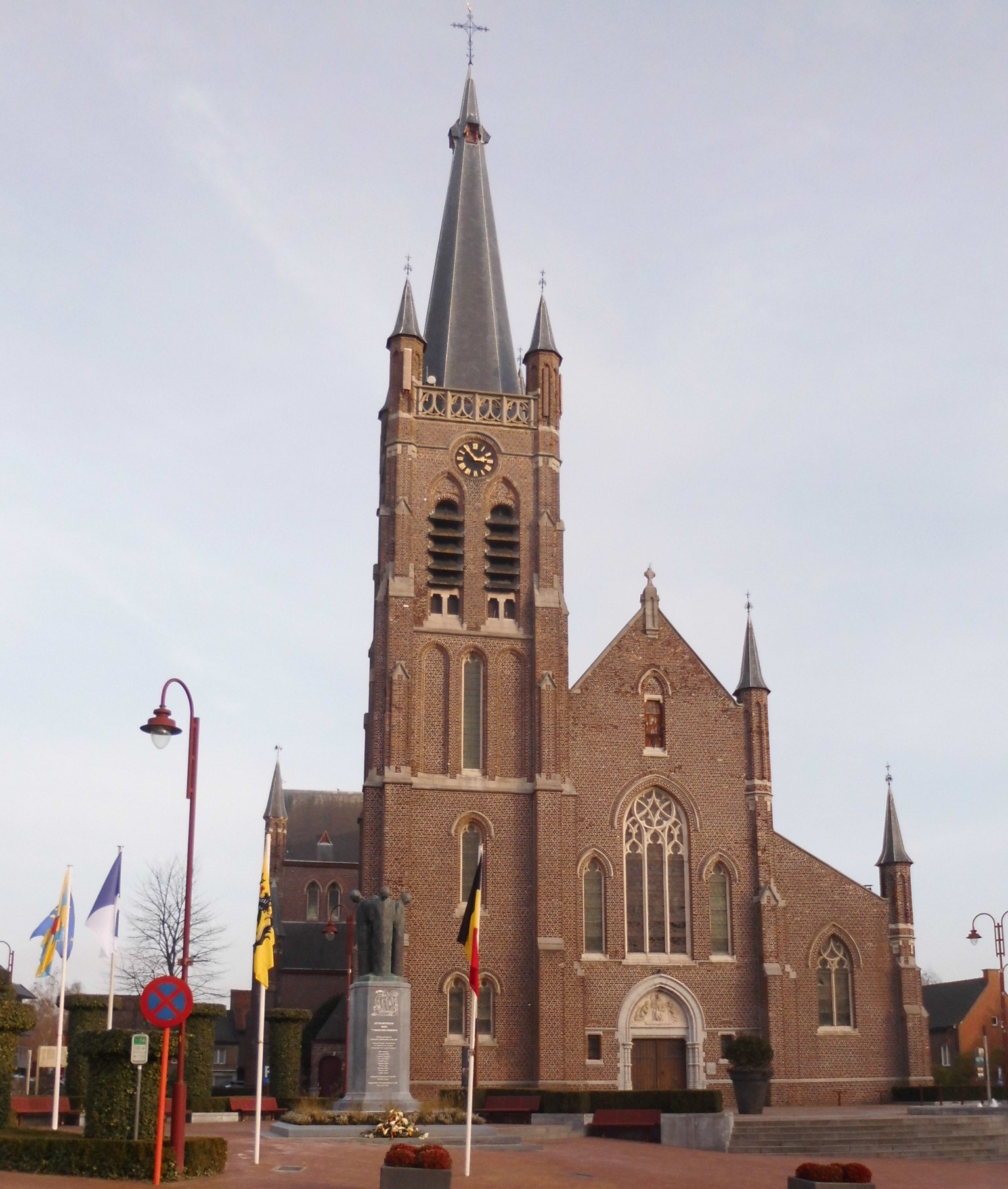
Sint-Jacobus-de-Meerderekerk

De Sint-Jacobus-de-Meerderekerk is de parochiekerk van de West-Vlaamse plaats Lichtervelde, gelegen aan het Kerkplein.

## Geschiedenis
De eerste kerk was vermoedelijk een houten bedehuis, gesticht door de heren van Lichtervelde. Later werd een romaanse kerk gebouwd. De patroonheiligen waren Margaretha en Jakobus de Meerdere. Jakobus de Meerdere werd gekozen omdat Lichtervelde een doorgangsweg was voor de pelgrimsroute naar Santiago de Compostella.
In 1197 deed de heer van Lichtervelde afstand van het altaarrecht ten voordele van de Sint-Bertinusabdij in Sint-Omaars.
De parochie werd bevestigd in 1207 en in 1275 schonk Rogier van Lichtervelde het patronaatsrecht aan de abt van Sint-Bertinus. Tijdens de tweede Beeldenstorm in 1584 werd de kerk, uitgezonderd de romaanse toren, verwoest. Omstreeks 1620 werd de kerk hersteld. De kerk had te lijden onder de Frans-Spaanse oorlogen en de Spaanse Successieoorlog, waaraan een einde kwam in 1713. De bevolkingsgroei maakte in 1838 een westelijke uitbreiding van de kerk noodzakelijk. Tussen 1876 en 1879 werd de kerk, die te klein was bevonden, afgebroken om plaats te maken voor de huidige neogotische kerk, gebouwd tussen 1878 en 1880, ontworpen door de Kortrijkse architect Pierre Nicolas Croquison. Na de vernietiging in 1918 werd de kerk in 1922-1923 herbouwd naar het voorbeeld van de neogotische voorganger.

## Gebouw
Het betreft een bakstenen bouwwerk in neogotische stijl, daterend van 1922-1923. Het is een driebeukige basiliek met voorgebouwde noordwesttoren, voorzien van steunberen en hoektorentjes op de balustrade.

## Interieur
Het interieur is neogotisch, en de altaren zijn in Art deco. Het doopvont is 12e-eeuws en behoort tot de Doornikse doopvonten uitgevoerd in plaatselijke steen. Er zijn twee biechtstoelen uit de 2e helft van de 18e eeuw, de communiebank is van 1722. De preekstoel is in neobarokke stijl en werd vervaardigd in 1863.